# Villa Alari
La Villa Alari, detta anche Villa Visconti di Saliceto o Villa Alari-Visconti, è una villa di delizia in stile Rococò edificata nel XVIII secolo a Cernusco sul Naviglio.

## Storia

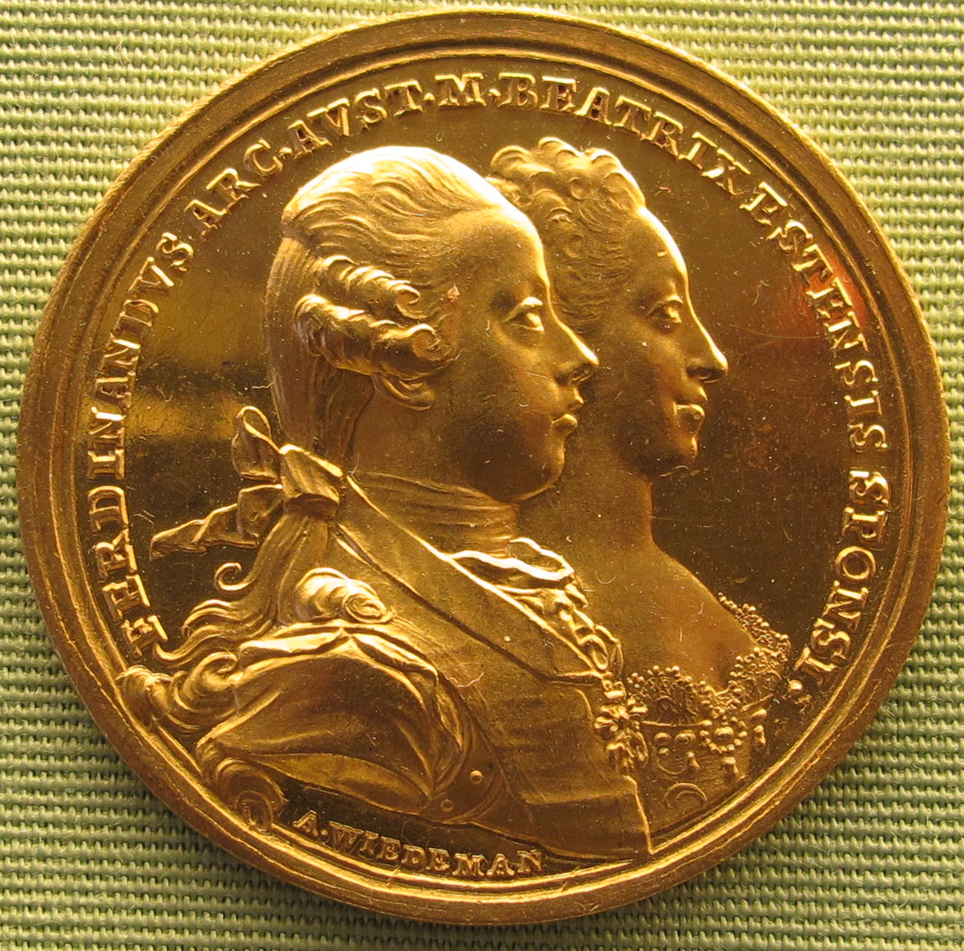
Ferdinando d'Asburgo-Lorena e la moglie Maria Beatrice d'Este visse a Villa Alari nei periodi estivi dal 1771 al 1775 in attesa delle rifiniture della Villa reale di Monza.

La villa venne commissionata all'architetto Giovanni Ruggeri da Giacinto Alari, titolare di diversi feudi nel ducato e Commissario generale delle Munizioni dello Stato di Milano, ottenendo anche il titolo di conte di Tribiano nel 1732. L'Alari, a Cernusco, possedeva 1730 pertiche di terreno acquistate tra gli ultimissimi anni Seicento ed i primissimi del Settecento oltre ad un lotto unitario di 100 pertiche acquisito nel 1702 e sul quale fece quindi sorgere la villa a partire già dal 1703, concludendo i lavori tra il 1719 ed il 1725.
Alla morte di Giacinto nel 1753, la villa passò al suo figlio terzogenito Giuseppe e dai suoi due nipoti Francesco e Saulo, dal momento che il figlio primogenito Francesco gli era premorto ed il secondogenito era decesso ancora infante. Giuseppe, come canonico, rinunciò ai propri diritti sulla villa e, dal momento che il nipote Saulo morì ancora bambino, Francesco si ritrovò proprietario dell'intero complesso.
Grazie alla fortuna della famiglia Alari, la villa si distinse ben presto per essere una tra le più ricche e maestose del milanese, al punto che fu richiesta in affitto per quattro anni dal 1771 al 1775 dall'Arciduca Ferdinando d'Asburgo, figlio dell'imperatrice Maria Teresa e governatore della Lombardia austriaca, che la utilizzò come residenza estiva con la consorte Maria Beatrice d'Este, fino alla costruzione della Villa reale di Monza dove la corte si spostò successivamente. Le ingenti spese sostenute per la costruzione e la decorazione dell'edificio, avevano però assottigliato il patrimonio della famiglia Alari che giunse in trattative col governo di Vienna per vendere definitivamente la villa agli arciduchi, ma l'affare non andò in porto perché l'imperatrice Maria Teresa si oppose all'esborso di 40.000 ducati per la villa e 9000 per il mobilio come richiesto dai venditori.
Nel 1831 con la morte di Saulo Alari (1778-1831), la famiglia Alari si estinse e la villa passò di proprietà al conte Ercole Visconti di Saliceto, ramo cadetto dei Visconti, Signori di Brignano (Bergamo), discendenti da Bernabó Visconti, Consignore di Milano (morto nel 1385). Ercole Visconti, dopo la morte del conte Alari, ne sposò la vedova, la contessa Marianna San Martino della Motta dalla quale ebbe degli eredi. 
L'ultimo erede di questo ramo visconteo, la contessa Valentina Visconti di Saliceto, lasciò la villa nel 1944 all'Ospedale Fatebenefratelli di Milano che la adibì in un primo momento ad ospedale psichiatrico e poi a casa di riposo di cui è rimasta sede sino al trasferimento della struttura in un nuovo edificio più moderno ed attrezzato. Dal 2007 la villa è divenuta proprietà comunale.

## Descrizione
La villa con tutto il suo apparato di viali, giardini ed ingressi monumentali era caratterizzato da una notevole unitarietà stilistica ed esecutiva essendo stato ultimato nel primo quarto del Settecento su progetto e direzione dell'architetto romano Giovanni Ruggeri, fra i maggiori autori del cosiddetto barocchetto lombardo, declinazione locale del rococò in auge all'epoca, ed allievo a sua volta del noto architetto romano Carlo Fontana. A lui sono attribuiti oltre al progetto anche l'invenzione delle decorazioni a stucco e ferro battuto che ornavano tutto il complesso, così come i vasti parterres alla francese scomparsi già nell'Ottocento quando il parco fu trasformato in stile inglese da Luigi Villoresi, padre del celebre Eugenio.
Alla decorazione interna contribuirono, realizzando affreschi di soggetto mitologico-celebrativo, Giovanni Angelo Borroni, Giovanni Antonio Cucchi, Francesco Fabbrica, Pietro Maggi, Salvatore Bianchi, Francesco Bianchi, Francesco Londonio, Enrico Albrici.
Il grandioso complesso, imperniato sul corpo centrale della villa, occupava una vastissima area su cui si dispiegavano i giardini, i viali prospettici, il cortile d'onore, i cortili di servizio e le ali laterali ad uso agricolo e la cappella. La facciata principale prospetta sul cortile d'onore, a sua volta prospiciente la strada verso Milano con un'esedra. Su questa facciata, a due piani, priva di aggetti, il cui movimento è definito da lunghe paraste non equidistanti, si apre al centro un portico a cinque fornici anch'essi di larghezza variabile, sorretto da colonne e archi a tutto sesto, chiuso oggi da una vetrata. Da questo portico si dipartiva, ne Settecento, il lunghissimo cannocchiale prospettico che attraversava tutti i giardini, proseguendo al di là del canale della Martesana, lungo un viale oggi scomparso di cui ci resta memoria nelle incisioni tratte da Marc'Antonio Dal Re per il suo volume Ville di delizia o siano palagi camparecci nello Stato di Milano (Milano, 1743). Le due ali laterali della corte d'onore davano accesso a due corti minori, simmetriche, con funzioni di servizio, affacciate sui due giardini laterali che le circondavano. La fronte principale, dominata da linee verticali, prospettava sul giardino parallelamente alla Martesana. Caratterizzante la facciata è il corpo centrale aggettante, aperto con logge sui lati, e alleggerito da due balconcini sovrapposti, cui fa da sfondo il corpo più arretrato, che torna ad avanzare in due corpi laterali, che definiscono i fianchi.

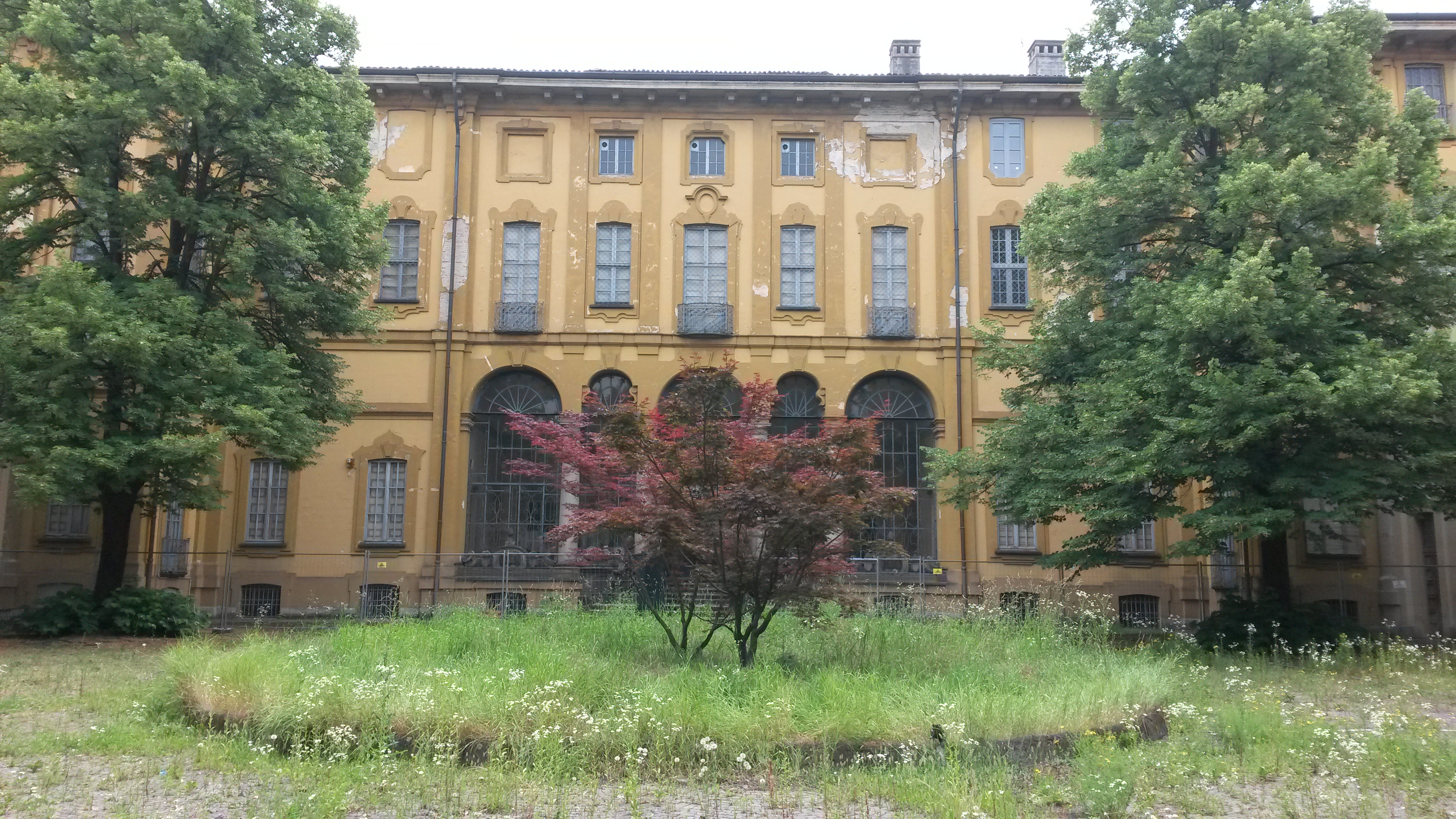
Fronte sull'ingresso prima dei restauri
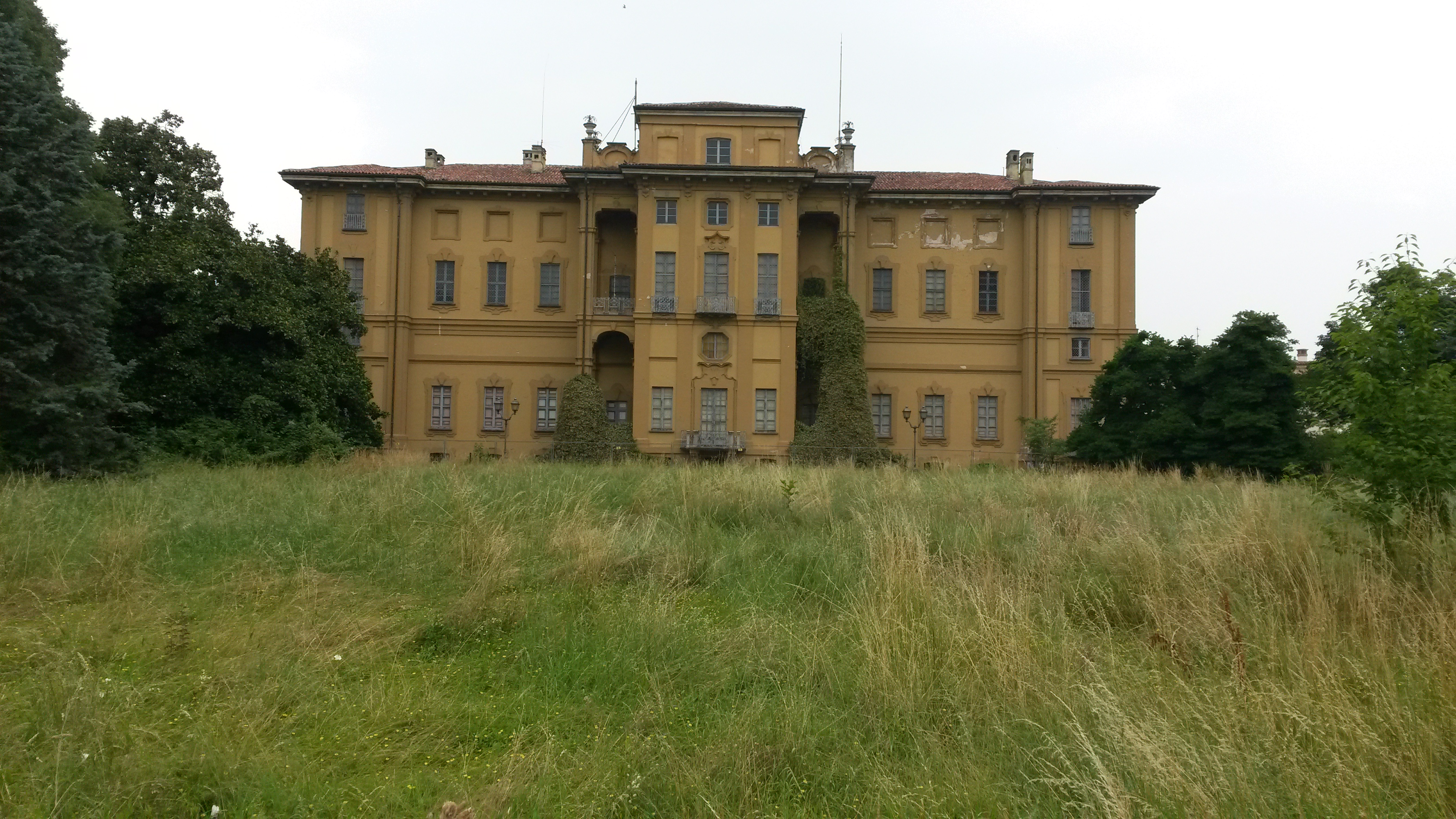
Fronte sul parco
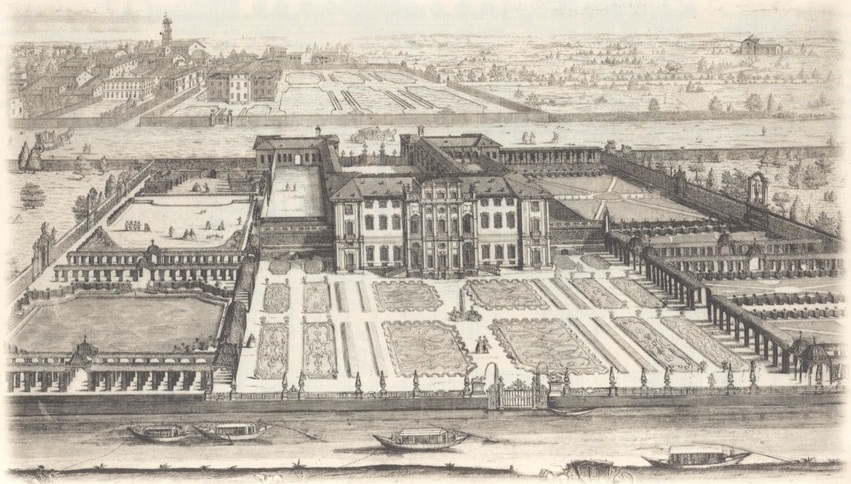
Incisione settecentesca di Marc'Antonio Dal Re
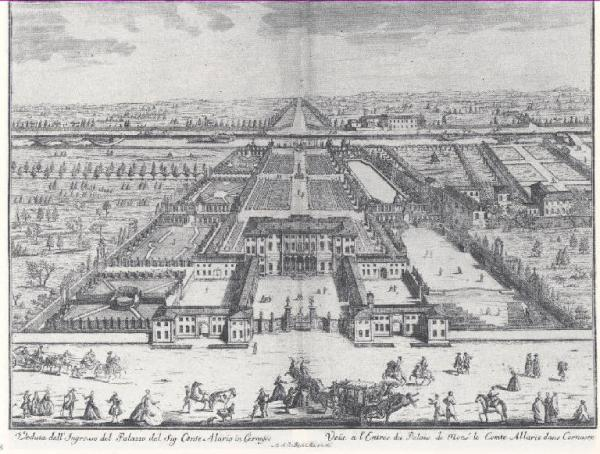
Incisione settecentesca a volo d'uccello
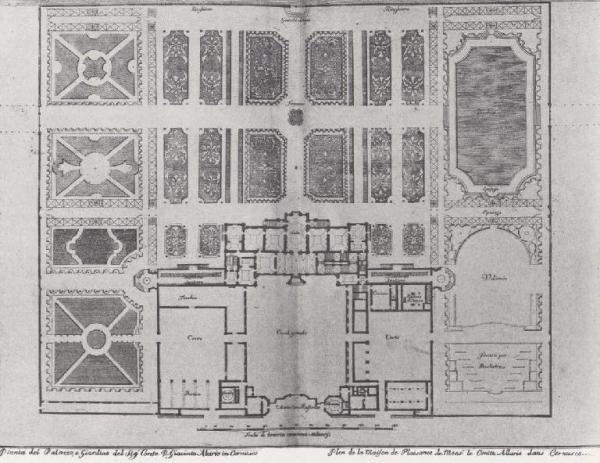
Planimetria settecentesca